# Donativos vía celular
Un donativo vía teléfono celular o móvil se refiere a la acción de donar cierta cantidad de dinero a una organización a través de un dispositivo móvil. El medio principal para donativos vía celular es través de SMS. El término también se puede referir a los consumidores que donan sus viejos teléfonos para el reciclaje y/o reutilización del dispositivo. 

## Proveedores de Servicios de Donativos
Las donaciones sólo se pueden hacer a las organizaciones que tienen campañas activas de recaudación de fondos vía celular. Para poner en marcha una campaña, una organización deberá asociarse con un proveedor de telefonía celular que ofrezca dicho servicio.

## Formas para donar
Los mensajes de texto, o SMS (por sus siglas en inglés) son el principal medio para que usuarios de teléfonos celulares puedan hacer donaciones por mensajes de texto, enviando una palabra clave a un número determinado. Las palabras clave son determinadas por la organización de recaudación de fondos, y por lo general están relacionadas con la causa de la organización. Los montos de donación están predeterminados, y los usuarios a menudo tienen un límite de cuántas micro-donaciones pueden enviar a través de SMS a una campaña en el transcurso de un mes.
Después de donar, los usuarios reciben un mensaje de texto de confirmación y la cantidad de la donación se agrega a su cuenta telefónica mensual. Las donaciones pueden tomar hasta 90 días para ser procesadas.

## DonacionesWAP
El donativo también puede suceder a través de un sitio Web para móviles (WAP). Los usuarios de teléfonos celulares pueden tener acceso a donaciones en páginas WAP mediante el envío de un mensaje de texto con una palabra clave específica designada y recibir un enlace a la página de respuesta, o yendo a la página desde un sitio de referencia. Al llegar a la página de donación WAP, los usuarios deberán introducir su número de teléfono celular. Las donaciones se confirman con un mensaje de texto enviado al teléfono móvil del donante y la donación se ve reflejada en la cuenta mensual de teléfono.

## Campañas de recaudación de fondos a través de mensajes de teléfono móvil
Campañas de recaudación de fondos a través de mensajes de teléfono móvil se destacan por su la facilidad y rapidez de realización. El terremoto de Haití de 2010 ha demostrado el potencial inédito de donativos vía celular. En enero de 2010, la Cruz Roja  recaudó más de 22 millones de dólares en sólo una semana a través donaciones realizadas por mensajes de texto. Esta cifra fue aún más sorpresiva por el aspecto microdonativo de las contribuciones: cada SMS aportó el valor simbólico de 10 dólares.
Sin embargo, desconfianza por parte de los consumidores y altas tasas de los mensajes premium pueden frenar el éxito de una campaña de donativos vía SMS. En 2005, la delegación española de la Cruz Roja recaudó ocho millones de euros para ayudar a los afectados del tsunami  que arrasó el sudeste asiático, una cifra mucha más baja en comparación con el desastre en Haití. Esta diferencia se explica parcialmente por el hecho de que en España la ley solo permite una donación de un máximo de 1,20 euros por SMS, una tarifa establecida para proteger a los usuarios de este servicio en otros casos distintos a la ayuda humanitaria.